# Хоалак
Авиабаза Хоалак (вьет. Sân bay Hòa Lạc) — военный аэродром Военно-воздушных сил Вьетнама, расположенный примерно в 24 км западнее Ханоя . 

## История
Аэродром начал работу в феврале 1967 года.  26 марта 1967 года полковник Роберт Скотт, управляя самолётом F-105 сбил МиГ-17, базирующийся на аэродроме Хоалак. В мае база была впервые атакована ВВС США.
Хоалак был атакован в первую ночь операции Linebacker II, чтобы предотвратить перехват американских самолётов северовьетнамскими истребителями.

## Современное использование
В настоящее время является базой 916-го вертолетного авиаполка.

## Происшествия
7 июля 2014 года во время парашютно-десантной тренировки разбился вертолёт Ми-171 ВВС Вьетнама, погибло 17 человек (пассажиры и экипаж).